# 覚心平十郎
覚心 平十郎（覺心 平十郎、かくしん へいじゅうろう、前名・政造、1879年（明治12年）7月17日 - 没年不明）は、日本の酒造家、資産家、兵庫県多額納税者、会社役員。族籍は兵庫県平民

## 人物
兵庫県人・先代平十郎の長男。先代は1代にして巨万の富を積んだ。
1913年、家督を相続し、前名・政造を改める。酒造業を営む。また加島屋取締役、恵美酒銀行監査役などをつとめる。
貴族院多額納税者議員選挙の互選資格を有する。精力は絶倫で、頭脳明晰、統理経営の才に長じる。趣味は囲碁。宗教は真宗。住所は西宮市本町。

## 家族・親族
覚心家
- 父・平十郎（兵庫平民）[9]
- 継母・ゑみ（1867年 - ?、兵庫、浜市郎介の妹）[9][10]
- 弟[10]
- 妻・マキ（1883年 - ?、大阪、西田要作の長女[7][10]、西田要次郎の妹[9]）
- 子[7]
- 孫[7]